# سانکور انرژی
سانکور انرژی (به انگلیسی: Suncor Energy) شرکت صنایع انرژی کانادایی است، که ساختمان مرکزی آن در شهر کلگری، آلبرتا قرار دارد. تخصص اصلی این شرکت در تولید نفت خام، از ماسه‌های نفتی می‌باشد.
در آخرین رتبه‌بندی که توسط فوربز جهانی ۲۰۰۰ اعلام شد، در فهرست بزرگترین شرکت‌های جهان، سانکور در رتبه ۱۵۹ قرار گرفت.

## سانوکو
شرکت سانکور تا سال ۲۰۱۰ به بازار عرضه محصولات و خدمات به مشتریان خرده‌فروشی در انتاریو می‌پرداخت. این فعالیت‌ها به صورت شبکه‌ای از شرکت‌های بخش پایین دستی صنعت نفت این کمپانی؛ که تعداد ۲۸۰ شرکت، با نام تجاری سانوکو (Sunoco) و تعداد ۲۰۰ شرکت و سایت‌های فروش سوخت دیزل ارائه می‌شدند.

## پترو کانادا
پس از آنکه شرکت سانکور توانست پترو-کانادا را بدست آورد، سانکور تصمیم گرفت؛ در فاز نخست برنامه فقط در انتاریو نام تجاری سانوکو را در سایت‌های آن، را تبدیل به پترو-کانادا نماید.
سپس در ادامه فازهای بعدی به سرعت تمامی سایت‌های پایین دستی سانوکو را در کل کانادا، به منظور متحد کردن همه عملیات‌های پایین دستی خود، زیرمجموعه برند پترو کانادا قرار داد.
با ابتکاری که شرکت سانکور نشان داد، این شرکت کلیه پرداخت هزینه‌های صدور مجوز، برای نام تجاری سانوکو را به شرکت سانوکو در ایالات متحده متوقف نمود.
در سراسر کشور شرکت پترو-کانادا تأمین‌کننده محصولات بالادستی خواهد بود، این در حالیست که همچنان پترو-کانادا به‌عنوان یک شرکت تابعه از شرکت سانکور انرژی به فعالیت خود ادامه خواهد داد.